# Цірілла
Цірілла Фіона Елен Ріаннон (пол. Cirilla Fiona Elen Riannon, Старшою мовою Zireael (Ластівка); також Цірі пол. Ciri) — персонаж циклу «Відьмак» Анджея Сапківського − королева Цінтри, княжна Брюґґе і Соддену, спадкоємиця Ініс ард Скелліге і Ініс Ан Скелліге, сюзеренка Аттре і Абб Ярра, також знана як Левеня з Цінтри або Фалька, онучка королеви Каланте. Вона є одним із головних персонажів циклу поряд з Ґеральтом і Йеннефер.

## Родовід
|  |                            |  |  |  |  |  |  |  |  |  |  |  |  |  |  |  |
|  | невідомо                   |  |  |  |  |  |  |  |  |  |  |  |  |  |  |  |
|  |                            |  |  |  |  |  |  |  |  |  |  |  |  |  |  |  |
|  |                            |  |  |  |  |  |  |  |  |  |  |  |  |  |  |  |
|  | Торрес вар Емрейс          |  |  |  |  |  |  |  |  |  |  |  |  |  |  |  |
|  |                            |  |  |  |  |  |  |  |  |  |  |  |  |  |  |  |
|  |                            |  |  |  |  |  |  |  |  |  |  |  |  |  |  |  |
|  | невідомо                   |  |  |  |  |  |  |  |  |  |  |  |  |  |  |  |
|  |                            |  |  |  |  |  |  |  |  |  |  |  |  |  |  |  |
|  |                            |  |  |  |  |  |  |  |  |  |  |  |  |  |  |  |
|  | Фергус вар Емрейс          |  |  |  |  |  |  |  |  |  |  |  |  |  |  |  |
|  |                            |  |  |  |  |  |  |  |  |  |  |  |  |  |  |  |
|  |                            |  |  |  |  |  |  |  |  |  |  |  |  |  |  |  |
|  | невідомо                   |  |  |  |  |  |  |  |  |  |  |  |  |  |  |  |
|  |                            |  |  |  |  |  |  |  |  |  |  |  |  |  |  |  |
|  |                            |  |  |  |  |  |  |  |  |  |  |  |  |  |  |  |
|  | невідомо                   |  |  |  |  |  |  |  |  |  |  |  |  |  |  |  |
|  |                            |  |  |  |  |  |  |  |  |  |  |  |  |  |  |  |
|  |                            |  |  |  |  |  |  |  |  |  |  |  |  |  |  |  |
|  | невідомо                   |  |  |  |  |  |  |  |  |  |  |  |  |  |  |  |
|  |                            |  |  |  |  |  |  |  |  |  |  |  |  |  |  |  |
|  |                            |  |  |  |  |  |  |  |  |  |  |  |  |  |  |  |
|  | Емгир вар Емрейс           |  |  |  |  |  |  |  |  |  |  |  |  |  |  |  |
|  |                            |  |  |  |  |  |  |  |  |  |  |  |  |  |  |  |
|  |                            |  |  |  |  |  |  |  |  |  |  |  |  |  |  |  |
|  | невідомо                   |  |  |  |  |  |  |  |  |  |  |  |  |  |  |  |
|  |                            |  |  |  |  |  |  |  |  |  |  |  |  |  |  |  |
|  |                            |  |  |  |  |  |  |  |  |  |  |  |  |  |  |  |
|  | невідомо                   |  |  |  |  |  |  |  |  |  |  |  |  |  |  |  |
|  |                            |  |  |  |  |  |  |  |  |  |  |  |  |  |  |  |
|  |                            |  |  |  |  |  |  |  |  |  |  |  |  |  |  |  |
|  | невідомо                   |  |  |  |  |  |  |  |  |  |  |  |  |  |  |  |
|  |                            |  |  |  |  |  |  |  |  |  |  |  |  |  |  |  |
|  |                            |  |  |  |  |  |  |  |  |  |  |  |  |  |  |  |
|  | Імператриця Нільфгарду     |  |  |  |  |  |  |  |  |  |  |  |  |  |  |  |
|  |                            |  |  |  |  |  |  |  |  |  |  |  |  |  |  |  |
|  |                            |  |  |  |  |  |  |  |  |  |  |  |  |  |  |  |
|  | невідомо                   |  |  |  |  |  |  |  |  |  |  |  |  |  |  |  |
|  |                            |  |  |  |  |  |  |  |  |  |  |  |  |  |  |  |
|  |                            |  |  |  |  |  |  |  |  |  |  |  |  |  |  |  |
|  | невідомо                   |  |  |  |  |  |  |  |  |  |  |  |  |  |  |  |
|  |                            |  |  |  |  |  |  |  |  |  |  |  |  |  |  |  |
|  |                            |  |  |  |  |  |  |  |  |  |  |  |  |  |  |  |
|  | невідомо                   |  |  |  |  |  |  |  |  |  |  |  |  |  |  |  |
|  |                            |  |  |  |  |  |  |  |  |  |  |  |  |  |  |  |
|  |                            |  |  |  |  |  |  |  |  |  |  |  |  |  |  |  |
|  | Цірілла Фіона Елен Ріаннон |  |  |  |  |  |  |  |  |  |  |  |  |  |  |  |
|  |                            |  |  |  |  |  |  |  |  |  |  |  |  |  |  |  |
|  |                            |  |  |  |  |  |  |  |  |  |  |  |  |  |  |  |
|  | невідомо                   |  |  |  |  |  |  |  |  |  |  |  |  |  |  |  |
|  |                            |  |  |  |  |  |  |  |  |  |  |  |  |  |  |  |
|  |                            |  |  |  |  |  |  |  |  |  |  |  |  |  |  |  |
|  | невідомо                   |  |  |  |  |  |  |  |  |  |  |  |  |  |  |  |
|  |                            |  |  |  |  |  |  |  |  |  |  |  |  |  |  |  |
|  |                            |  |  |  |  |  |  |  |  |  |  |  |  |  |  |  |
|  | невідомо                   |  |  |  |  |  |  |  |  |  |  |  |  |  |  |  |
|  |                            |  |  |  |  |  |  |  |  |  |  |  |  |  |  |  |
|  |                            |  |  |  |  |  |  |  |  |  |  |  |  |  |  |  |
|  | Регнер                     |  |  |  |  |  |  |  |  |  |  |  |  |  |  |  |
|  |                            |  |  |  |  |  |  |  |  |  |  |  |  |  |  |  |
|  |                            |  |  |  |  |  |  |  |  |  |  |  |  |  |  |  |
|  | невідомо                   |  |  |  |  |  |  |  |  |  |  |  |  |  |  |  |
|  |                            |  |  |  |  |  |  |  |  |  |  |  |  |  |  |  |
|  |                            |  |  |  |  |  |  |  |  |  |  |  |  |  |  |  |
|  | невідомо                   |  |  |  |  |  |  |  |  |  |  |  |  |  |  |  |
|  |                            |  |  |  |  |  |  |  |  |  |  |  |  |  |  |  |
|  |                            |  |  |  |  |  |  |  |  |  |  |  |  |  |  |  |
|  | невідомо                   |  |  |  |  |  |  |  |  |  |  |  |  |  |  |  |
|  |                            |  |  |  |  |  |  |  |  |  |  |  |  |  |  |  |
|  |                            |  |  |  |  |  |  |  |  |  |  |  |  |  |  |  |
|  | Паветта Фіона Елен         |  |  |  |  |  |  |  |  |  |  |  |  |  |  |  |
|  |                            |  |  |  |  |  |  |  |  |  |  |  |  |  |  |  |
|  |                            |  |  |  |  |  |  |  |  |  |  |  |  |  |  |  |
|  | Корбет                     |  |  |  |  |  |  |  |  |  |  |  |  |  |  |  |
|  |                            |  |  |  |  |  |  |  |  |  |  |  |  |  |  |  |
|  |                            |  |  |  |  |  |  |  |  |  |  |  |  |  |  |  |
|  | Даґорад                    |  |  |  |  |  |  |  |  |  |  |  |  |  |  |  |
|  |                            |  |  |  |  |  |  |  |  |  |  |  |  |  |  |  |
|  |                            |  |  |  |  |  |  |  |  |  |  |  |  |  |  |  |
|  | Елен Кедвенська            |  |  |  |  |  |  |  |  |  |  |  |  |  |  |  |
|  |                            |  |  |  |  |  |  |  |  |  |  |  |  |  |  |  |
|  |                            |  |  |  |  |  |  |  |  |  |  |  |  |  |  |  |
|  | Каланте Фіона Ріаннон      |  |  |  |  |  |  |  |  |  |  |  |  |  |  |  |
|  |                            |  |  |  |  |  |  |  |  |  |  |  |  |  |  |  |
|  |                            |  |  |  |  |  |  |  |  |  |  |  |  |  |  |  |
|  | Граф Роберт Гаррамоне      |  |  |  |  |  |  |  |  |  |  |  |  |  |  |  |
|  |                            |  |  |  |  |  |  |  |  |  |  |  |  |  |  |  |
|  |                            |  |  |  |  |  |  |  |  |  |  |  |  |  |  |  |
|  | Адалія                     |  |  |  |  |  |  |  |  |  |  |  |  |  |  |  |
|  |                            |  |  |  |  |  |  |  |  |  |  |  |  |  |  |  |
|  |                            |  |  |  |  |  |  |  |  |  |  |  |  |  |  |  |
|  | Мюріель                    |  |  |  |  |  |  |  |  |  |  |  |  |  |  |  |
|  |                            |  |  |  |  |  |  |  |  |  |  |  |  |  |  |  |
|  |                            |  |  |  |  |  |  |  |  |  |  |  |  |  |  |  |

## Біографія
Цірі, дочка Паветти, принцеси Цінтри, і герцога Дані (ім'я, під яким ховався наслідний принц Нільфгардської Імперії Емгир вар Емрейс), народилася в травні 1252 року (за літочисленням Саги). Вона стала дитиною-несподіванкою (Призначенням) відьмака Ґеральта.
Коли Цірі була зовсім маленькою, її батьки зникли під час морського шторму в місці, під назвою Седніна безодня. З цього моменту вони вважалися загиблими, а Цірі стала спадкоємицею престолу після своєї бабусі королеви Каланте.
Під час нападу Нільфгарда на Цінтру юну княжну рятує від загибелі під час пожежі Нільфгардський лицар Кагір Мавр Диффрин еп Келлах, порученець імператора Емгира, якому було наказано привезти її в Нільфгард, але у підсумку дівчинка потрапляє в одне із сіл держави, що межує із Цінтрою, де її знаходить відьмак Ґеральт: скорочуючи шлях через Мехунські Урочища, він зустрічається з купцем середньої руки на ймення Йурга, який наткнувшись на лігво місцевих чудовиськ не бажав кидати вози з добром. Після недовгих вагань відьмак все ж допоміг купцеві, але сам постраждав в бою з монстрами. Важко пораненого Ґеральта Йурга вивіз на одному зі своїх возів. На знак подяки за порятунок дав Ґеральту клятву віддати те, чого не очікує побачити у будинку, не зовсім розуміючи її доленосного значення. Після прибуття в своє село, в Заріччя, купець дізнався від дружини, що вона дала притулок маленькій дівчинці, за її словами, одну із жертв недавньої війни з Нільфгардом. Цією дівчинкою і була Цірі, їх з Ґеральтом зустріч відбулася буквально на очах у приголомшеного купця, який підспудно усвідомив, що він якимось чином доторкнувся до Призначення.
Примітно, що Призначення, до якого Ґеральт довгий час ставився досить іронічно, вважаючи його вигадкою і зайвою для нього філософією, досить скоро показало йому, наскільки він був не правий. Доля дуже жорстоко поставилася до багатьох з тих, хто нехай навіть ненадовго потрапив в його оточення.
| — Ти смієшся над Призначенням. Насміхаєшся над ним, граєш з ним. У Меча Призначення два вістря. Одне з них — ти. Інше — смерть? Але це вмираємо ми, вмираємо через тебе. Тебе смерть не може дістати, тому задовольняється нами. Смерть слідує за тобою по п'ятах, Білий Вовк. Але вмирають інші. Через тебе. |

Сім'я купця Йургі, що прихистила дівчинку-Джерело, спадкоємицю Старшої Крові, якій згодом судилося стати володаркою Часу і Простору, не пережила знайомства з дівчинкою і відьмаком. Через якийсь час Ріенс, фактотум чародія Вільгефорца, який полював за Цірі, розшукав сім'ю Йургі з метою дізнатися про Ціріллу все, що їм було відомо. З огляду на жорстокість і садистські нахили Ріенса — ні сам купець, ні члени його сім'ї не пережили допиту.
Після захоплення Нільфгардом Цінтри Ґеральт забирає Цірі із собою в замок Каер Морен, щоб зробити з неї відьмачку. Цірілла виховувалася під керівництвом двох чарівниць — спочатку Трісс Мерігольд, яка приїхала в Каер Морен; потім Відьмаку доводиться розпрощатися з вихованкою і передати її на виховання в храм Мелітеле в Елландері, де її почне навчати Йеннефер. У храмі Цірі продовжує своє навчання. Таким чином вона отримала ази Відьмачої майстерності, так і не піддаючись мутації, а потім — елементарну освіту при храмі і основи магії, яким її навчала Йеннефер.
Протягом усієї Саги за Цірі полює Вільгефорц, шпигун Дійкстра, ельфи Aen Elle, розвідки всіх правлячих королів і Нільфгардські ловчі. Під час подій на острові Танедд вона була розлучена з Йеннефер і Ґеральтом: використовуючи зіпсований портал у напівзруйнованій вежі Тор Лара (старшою мовою Вежа Чайки), Цірі перенеслася в пустелю Корат, де врятувалася від загибелі завдяки зустрічі з молодим єдинорогом, потім — добровільно відмовилася від магічної сили, над пробудженням і управлінням якої з нею працювала Йеннефер. Завдяки цій відмові їй вдалося врятувати життя антилопі, що згодом зіграло свою роль.
На кордоні пустелі з одним із завойованих імперією князівств Цірі була знайдена нільфгардськими ловчими. Втекла від них, приєднавшись до банди під назвою Щури, стала розбишакувати з ними під ім'ям Фалька. В цей же час зійшлася з бандиткою Містле. Після знищення Щурів Бонгартом, була захоплена ним у полон і проти своєї волі виступала на арені для боїв міста Клармон. Після того як її спробували передати Вільгефорцу, до неї спонтанно повернулися магічні здібності і вона перенеслася на болота Переплюта, потрапивши в результаті до старого відлюдника — Висоготи. Той вилікував її і направив на вірний шлях до Вежі Ластівки. До Вежі Ластівки спочатку вів портал Вежі Чайки, зіпсований при частковому руйнуванні останньої.
У Вежі Ластівки перед Цірі відкривається можливість виходу в один з паралельних світів, населених одним з племен ельфів — Народом вільхи, які також збираються використовувати її в своїх цілях. Вона виявляється спійманої в пастку, з якої їй допомагає вибратися врятований раніше єдиноріг. У Цірі прокидаються здатності впливати на простір і час, внаслідок чого вона починає свою подорож по світах у пошуках своїх рідних.
Після поневірянь по інших світах Цірі потрапляє в замок Стигга, притулок Вільгефорца з Роггевеена — мага ренегата, який хотів використати її ген Старшої Крові для власних цілей, але не встиг це зробити, оскільки був убитий вчасно підоспілим Ґеральтом.

## Старша Кров
Генеалогія Цірі простежується в книзі «Хрещення вогнем». Неодноразово підкреслюється, що в її жилах тече Старша Кров (кров ельфів), про що свідчать статура і мигдалеподібні зелені очі. Ген, пов'язаний з магічними здібностями, передався їй від предків, серед яких була знаменита ельфійська чародійка Лара Доррен аеп Шіадаль. Від союзу Лари і мага-людини народилася прапрабабуся Цірі, Ріаннон.
За пророцтвом ельфійської провісниці Ітлінни, від крові Лари Доррен з'явиться якийсь Месник, якому судилося зруйнувати звичний світ і врятувати тих, хто за ним піде, від Білого Хладу (мабуть, мається на увазі глобальне заледеніння).
За підрахунками, Месником повинна стати Цірі, чим зумовлено полювання за нею багатьма значними політичними фігурами — нільфгардським імператором Емгиром вар Емрейсом, чарівником Вільгефорцом, представниками Народу вільха, Диким Полюванням (Гоном), розвідками королів Півночі.

## Цікаві факти
- Цірі — двічі дитина-несподіванка. Перший раз «те, що його чекає, і про що він не підозрює» обіцяв віддати Ґеральту Дані за те, що той зняв з нього прокляття. Другий раз — купець, чия дружина дала притулок Цірі, коли та поневірялася після захоплення нільфгардцями Цінтри.
- Потрапивши в банду юних грабіжників і вбивць — Щурів, Цірі називається іменем Фалька — безжальною, жадібною і жорстокою бунтівницею, що вважалася однією з її далеких родичів і стала притчею в Північних королівствах.
- У Цірі є Відьмачий медальйон Кота, який вона зняла з тіла Бонгарта.
- Цірі бісексуальна. Її першим коханням була Містле, з якою вона перебувала у банді Щурів. Потрапивши до світу, де править легендарний король Артур, вона зустрічає молодого лицаря Галахада, з яким вирушає до Камелоту.
- Цірі — чудова фехтувальниця і акробатка, проте битися без зброї зовсім не вміє.
- Цірі не зазнала мутацій, через які проходять ведьмаки і чарівники, і тому може мати дітей.